# YPbPr

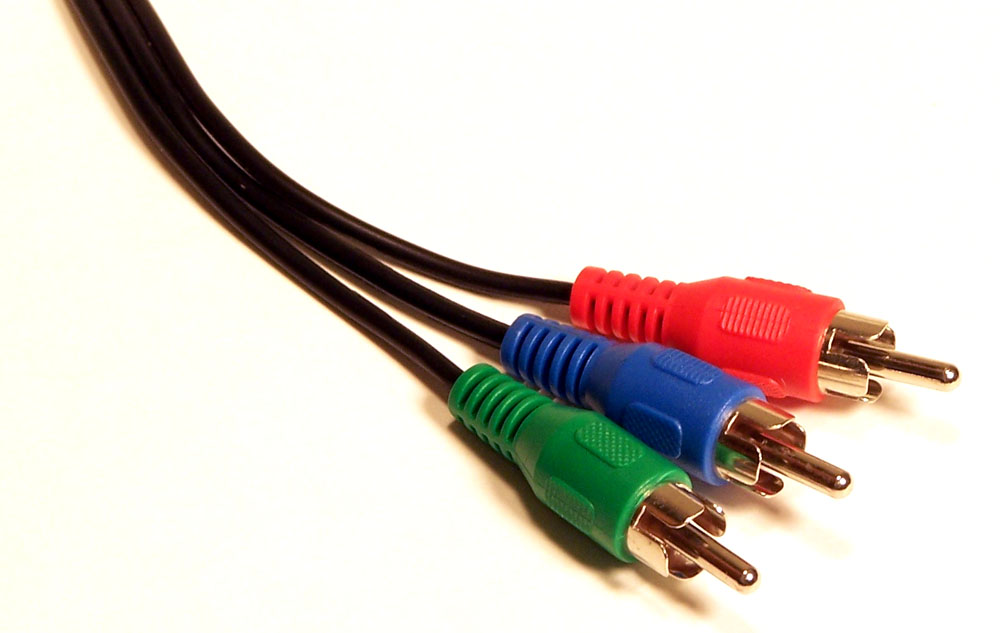
YP_{B}P_{R}은 소비자 전자 제품에서 컴포넌트 비디오 케이블이 전달하는 아날로그 영상 신호다. 초록 케이블은 Y를, 파란 케이블은 P_{B}를, 빨간 케이블은 P_{R}을 전달한다.

YPBPR 또는 YPbPr은 영상 기기에서 사용되는 색 공간의 일종이다. YPbPr은 수학적으로 YCbCr과 동일하지만 아날로그 시스템에서의 사용을 위해 설계되었고, YCbCr은 디지털 비디오를 위해 설계된 것이다.
YPBPR은 RGB 영상 신호에서 변환되어 Y, PB와 PR, 이렇게 3개의 컴포넌트로 나뉜다.
- Y는 루마 (밝기 차이) 정보를 전달한다.
- PB는 파랑과 루마의 차이를 전달한다. (B − Y).
- PR는 빨강과 루마의 차이를 전달한다. (R − Y).

PB를 뽑으면 영상이 붉게 나오고 PR을 뽑으면 영상이 푸르게 나오며 PB와 PR을 다 뽑으면 영상은 흑백으로 나온다.
녹색 신호는 색이 파랑, 빨강, 루마 정보를 사용하여 보간처리할 수 있어 내보내지 않는다. 이는 대역을 저장하는 것으로 끝난다.
과거 일부 그래픽 카드는 VIVO 포트가 포함되어 있어서 컴포넌트 영상 장치에 연결할 수 있게 되어 있다.

## 기술적 세부사항
{\displaystyle Y'P'bP'r}은 전형적인 0-700 mV 범위를 가진 감마 보정된 {\displaystyle R'G'B'} 신호에서 파생될 수 있다. 첫 번째 단계는 {\displaystyle Y'}, {\displaystyle R'-Y'} 및 {\displaystyle B'-Y'}로 변환하는 것이다.
{\displaystyle Y'}는 루마 (밝기 또는 휘도) 및 동기화 (싱크) 정보를 전달한다. 루마는 다음과 같이 정의된다:
- 하이비전의 경우 {\displaystyle Y'=0.212R+0.701G+0.087B};
- HDTV의 경우 {\displaystyle Y'=0.2126R+0.7152G+0.0722B};
- SDTV의 경우 {\displaystyle Y'=0.299R+0.587G+0.114B};

{\displaystyle R'-Y'}는 빨간색과 루마 간의 차이를 전달하며, 다음과 같이 정의된다:
- 하이비전 및 HDTV의 경우 {\displaystyle R'-Y'=0.7874R'-0.7152G'-0.0722B'};
- SDTV의 경우 {\displaystyle R'-Y'=0.701R'-0.587G'-0.114B'}.

{\displaystyle B'-Y'}는 파란색과 루마 간의 차이를 전달하며, 다음과 같이 정의된다:
- 하이비전 및 HDTV의 경우 {\displaystyle B'-Y'=-0.2126R'-0.7152G'+0.9278B'};
- SDTV의 경우 {\displaystyle B'-Y'=-0.299R'-0.587G'+0.886B'}.

이러한 {\displaystyle R'-Y'} 및 {\displaystyle B'-Y'} 값은 +/- 350 mV 범위의 정규화된 {\displaystyle P'r} 및 {\displaystyle P'b} 값을 얻기 위해 스케일링된다:
- 하이비전의 경우 {\displaystyle P'b=(B'-Y')/1.826} 및 {\displaystyle P'r=(R'-Y')/1.576};
- HDTV의 경우 {\displaystyle P'b=[0.5/(1-0.0722)](B'-Y')} 및 {\displaystyle P'r=[0.5/(1-0.2126)](R'-Y')};
- SDTV의 경우 {\displaystyle P'b=0.564(B'-Y')} 및 {\displaystyle P'r=0.713(R'-Y')}.

이 공식들은 하이비전의 경우 SMPTE 240M (240M은 EOTF를 정의하고 SMPTE 170M 기본 색상 및 화이트 포인트를 사용)에 기반한다; SDTV의 경우 525 라인 (SMPTE 273M) 및 625 라인 (ITU-R BT.1358)에 대한 BT.601 매트릭스; 그리고 HDTV의 경우 SMPTE 274M 및 SMPTE 296M에 기반한다.
녹색 신호를 네 번째 구성 요소로 보내는 것은 불필요하다. 이는 파란색, 빨간색 및 루마 정보를 사용하여 파생될 수 있기 때문이다.
색상 신호가 NTSC 인코딩된 흑백 비디오 표준에 처음 추가되었을 때, 색조는 색상 참조 서브-캐리어의 위상 편이로 표현되었다. 위상 정보 또는 위상 편이를 나타내는 P는 더 이상 색조를 표현하는 데 위상 편이가 사용되지 않는 경우에도 색상 정보를 나타내는 데 사용되었다. 따라서 YPBPR 명칭은 NTSC 색상 표준을 위해 개발된 엔지니어링 측정법에서 유래한다.
동일한 케이블이 YPBPR 및 컴포지트 비디오에 사용될 수 있다. 이는 대부분의 오디오/비주얼 장비와 함께 일반적으로 포장되는 노란색, 빨간색, 흰색 RCA 단자 케이블이 YPBPR 커넥터 대신 사용될 수 있음을 의미한다. 단, 최종 사용자가 각 케이블을 양쪽 끝의 해당 구성 요소에 조심스럽게 연결해야 한다. 또한, 많은 TV는 녹색 연결을 루마 전용 또는 컴포지트 비디오 입력으로 사용한다. YPBPR은 컴포지트 비디오의 휘도 부분과 역호환되므로 컴포넌트 비디오 디코딩만으로도 이 입력을 통해 컴포지트 비디오를 사용할 수 있지만, 루마 정보만 표시되고 닷 크롤도 표시된다. 480i 또는 576i가 사용되는 한 그 반대도 마찬가지다.

## YPBPR의 장점
YPBPR을 사용하는 신호는 색상 다중화가 필요 없을 만큼 충분한 분리를 제공하므로 추출된 이미지의 품질은 사전 인코딩된 신호와 거의 동일하다. S 비디오 및 컴포지트 비디오는 전자 다중화를 통해 신호를 혼합한다. 컴포지트 비디오의 경우 신호 열화가 일반적이다. 대부분의 디스플레이 시스템은 신호를 완전히 분리할 수 없기 때문이지만, HDTV는 대부분의 CRT 장치보다 이러한 분리를 더 잘 수행하는 경향이 있다 (닷 크롤 참조). S 비디오는 루마가 크로마와 별도로 전송되므로 이러한 잠재적 문제를 일부 완화할 수 있다.

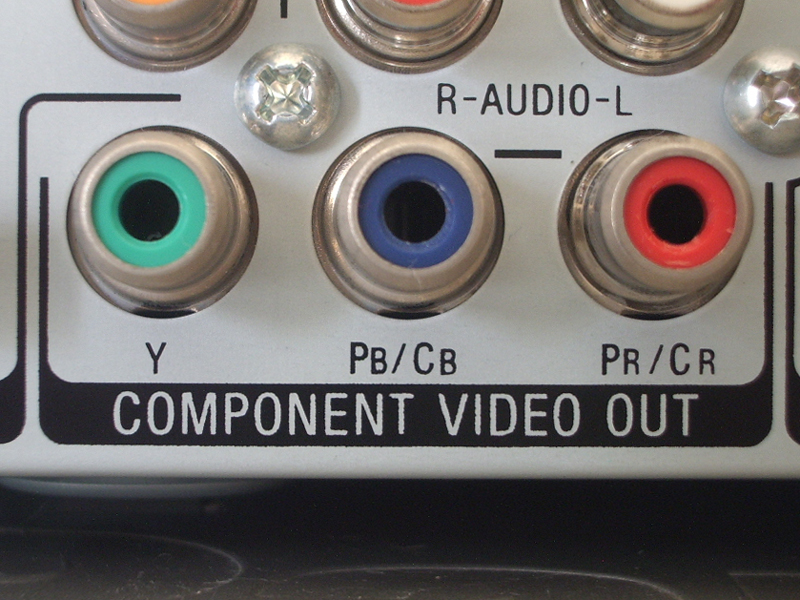
셋톱 박스, DVD 플레이어 또는 유사 장치에서 YPbPr 컴포넌트 비디오를 출력하는 데 사용되는 암형 RCA 단자. 이 구성의 암형 연결은 TV와 같은 디스플레이 장치의 YPbPr 입력에도 사용된다.

소비자 아날로그 인터페이스 중에서 YPBPR 및 아날로그 RGB 컴포넌트 비디오만이 비월 주사 방식이 아닌 비디오 및 480i 또는 576i보다 높은 해상도를 전달할 수 있으며, YPBPR의 경우 1080p까지 지원한다.

## 같이 보기
- YCbCr